# Kościół św. Tomasza w Strasburgu

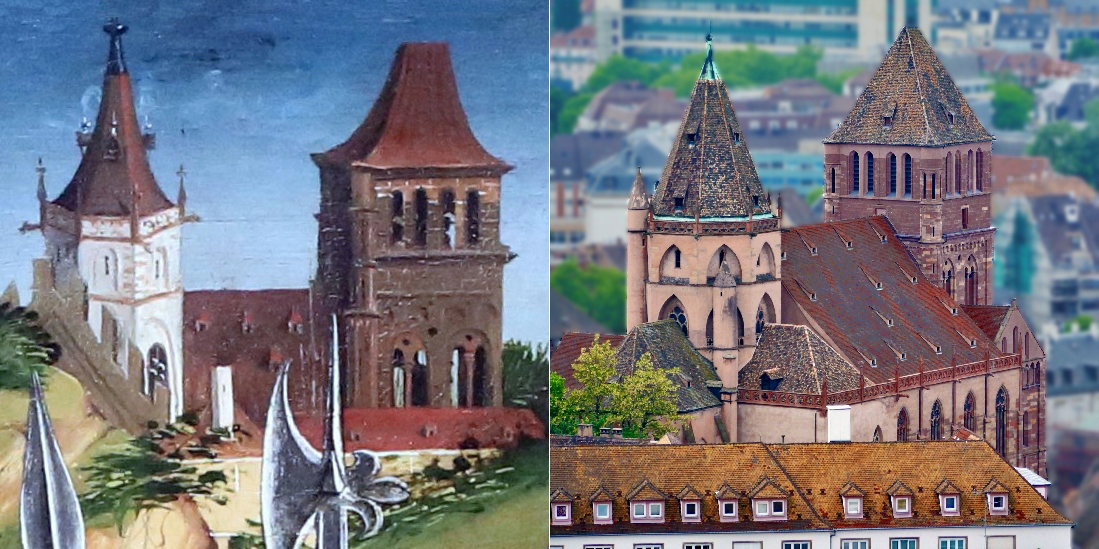
Kościół w 1450 roku oraz w 2015 roku

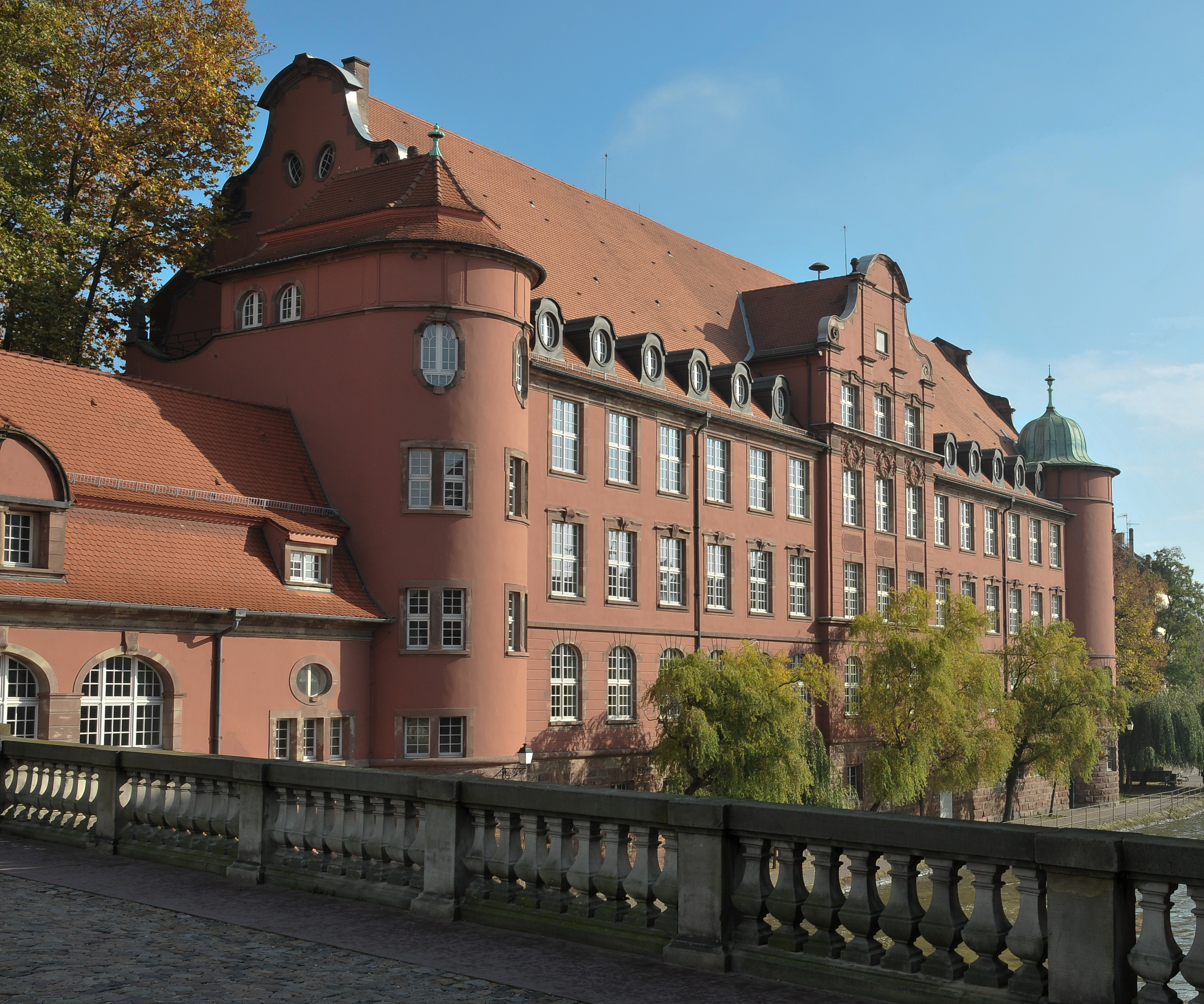
Szkoła św.Tomasza

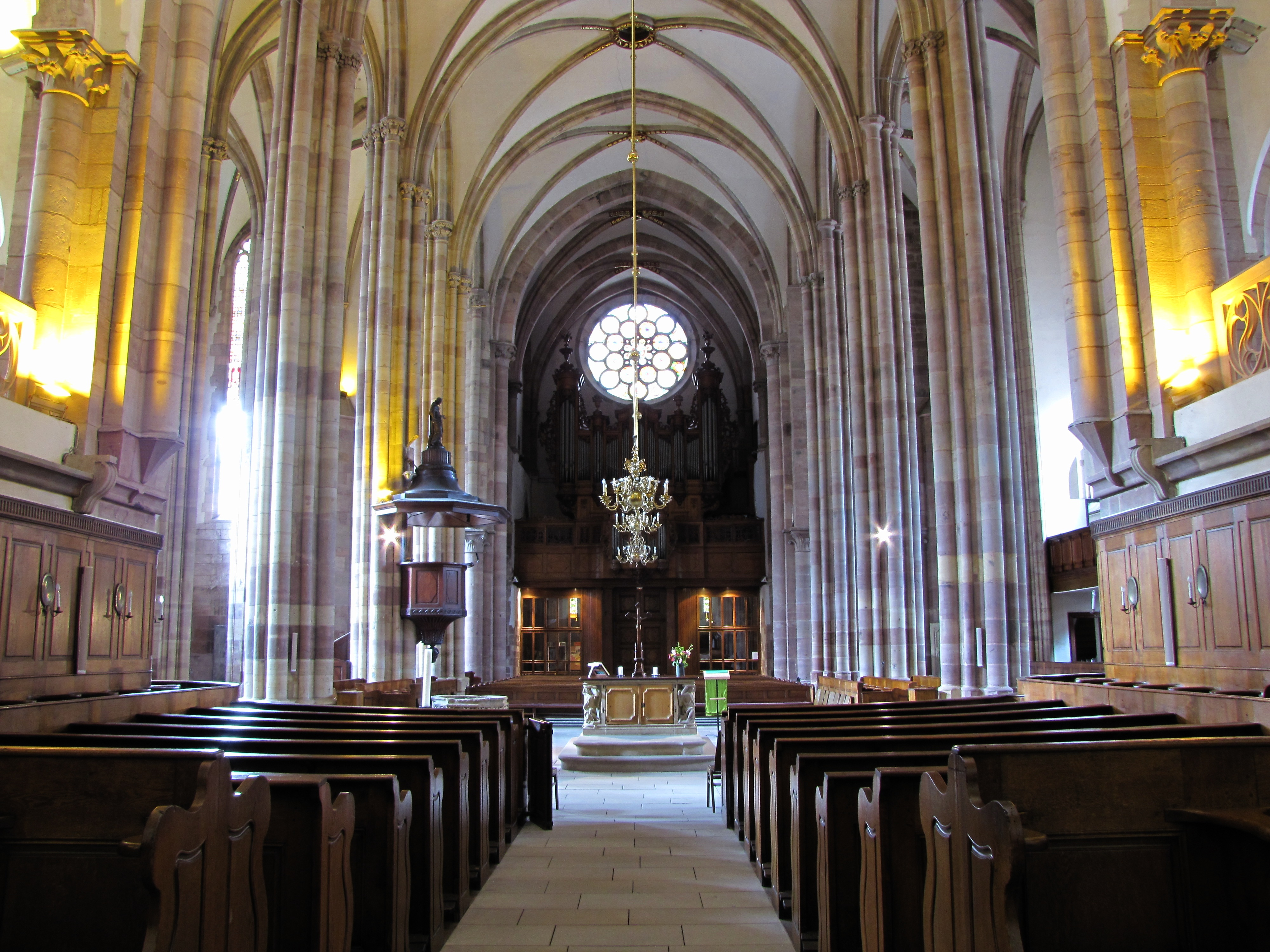
Środkowa nawa kościoła

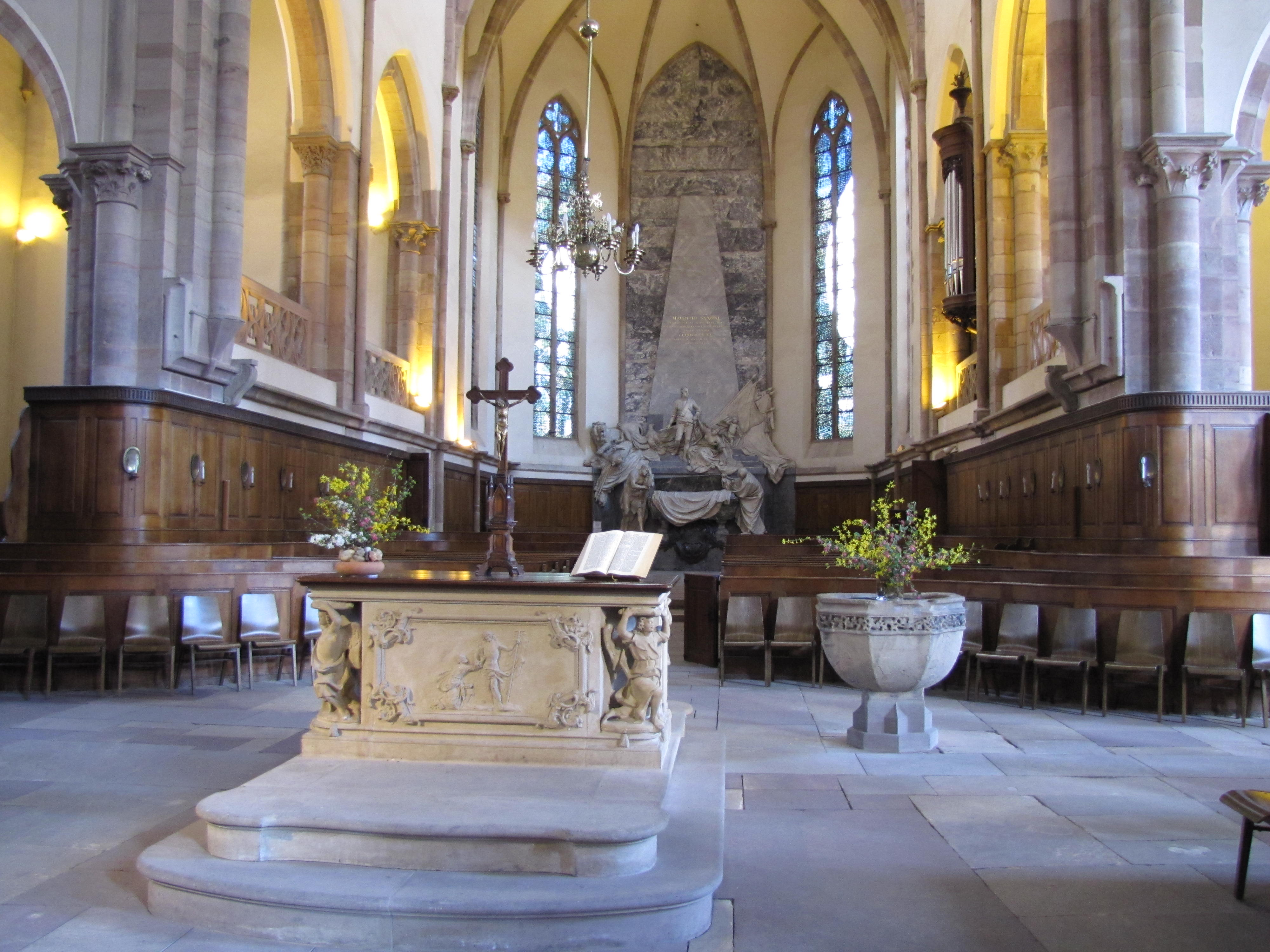
Widok na prezbiterium

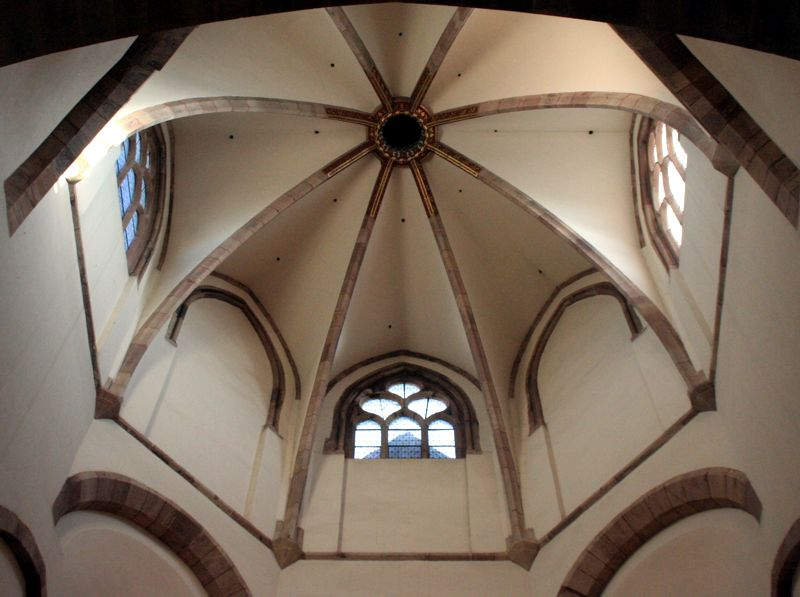
Kopuła powyżej prezbiterium

Kościół św. Tomasza w Strasburgu (niem. Thomaskirche, fr. Église Saint-Thomas) – jeden z najznamienitszych kościołów Strasburga zarówno pod względem historyczno-kulturowym, jak i architektonicznym. Po zajęciu Strasburga przez Francuzów w 1681 katedra została oddana katolikom i kościół św. Tomasza stał się głównym ewangelickim kościołem w regionie. Słynie on też z powodu organów wykonanych w 1741 roku przez Johanna Andreasa Silbermanna.

## Historia

### Okres katolicki
Już w szóstym stuleciu był na tym miejscu wielbiony apostoł Tomasz. Święty Florencjusz, biskup Strasburga zmarły w 693 roku, został tu pochowany.
W 9-stuleciu biskup Adeloch kazał wznieść tu budynek kościelny wraz z przylegającą do niego szkołą. Uderzenie pioruna spowodowało, że w 1007 roku obie budowle spłonęły. Odbudowane zostały w 1144 roku. W 1196 roku rozpoczęto od fasady budowę nowego masywnego budynku z potężnym gankiem wieży w stylu późno romańskim. Około 1270/80 powstały prezbiterium i transept z czterokątną wieżą w stylu gotyckim. Potem do 1330 roku nastąpiła budowa nawy głównej. Prace budowlane zakończono w 1521 roku budując boczne kaplice w stylu późno gotyckim.

### Okres protestancki
Idee reformacji ogłoszone przez Marcina Lutra w 1517 roku, szybko dotarły do Alzacji i w 1524 jest celebrowane pierwsze nabożeństwo w języku rodzimym w kościele św. Tomasza, z udzieleniem komunii w dwóch postaciach. Kościół został zatem przekazany wierze luterańskiej w 1524 roku, który to statut zachowuje pomimo aneksji Alzacji przez katolicką Francję. Przyłączenie seminarium duchownego w 1529 roku ożywiło protestantyzm w Strasburgu. Reformator Martin Bucer (1491-1551), pastor w kościele św. Aurelii i w św. Tomaszu wywarł duży wpływ na miasto. Usiłował połączyć różne tendencje protestanckie prowadząc podróże po całej Europie.
Ogłoszenie przez króla Francji Henryka IV edyktu nantejskiego w 1598 roku, obiecującego tolerancję dla protestantów, nie dotyczyło Alzacji, ponieważ ta nie była jeszcze częścią królestwa. Stała się nią po pokoju westfalskim podpisanym w 1648 roku. Kanonik Marc Otto w kościele św. Tomasza, brał udział w podpisaniu traktatu pokojowego, kończącego wojnę trzydziestoletnią, który stwierdzał, że żaden pan nie może teraz zmuszać kogokolwiek do nawrócenia. Po przejęciu katedry przez kult katolicki w 1682 roku, kościół św. Tomasza, drugi w Strasburgu pod względem powierzchni, stał się podstawowym kościołem protestanckim.
W 1770 roku prawnik Johann Reinhard Kugler został kanonikiem św. Tomasza. Końcem XVIII wieku idee rewolucji francuskiej dosięgły Strasburg i zostały dość pozytywnie przyjęte przez protestantów. Tymczasem, bardzo ich niepokoiła sprzedaż dóbr. 17 sierpnia 1790 roku prawnikowi Christophowi Guillaume Koch, którego pomnik nagrobny znajduje się w północno-wschodniej części kościoła, udało się otrzymać dekret, w którym zwalnia się dobra protestanckie od sprzedaży. Dobra, które uległy sekularyzacji podczas reformacji służyły celom publicznym, zwłaszcza utrzymaniu szkół. Następnie za panowania Napoleona I nastąpiła strukturyzacja francuskiego protestantyzmu na podstawie przepisów z 8 kwietnia 1802 roku.
Alzacja-Lotaryngia została przyłączona przez Cesarstwo Niemieckie w 1871 roku. Szkody były ciężkie w Strasburgu: wojna francusko-pruska zniszczyła Temple Neuf, w której znajdowała się ogromna biblioteka, jak również najlepsze organy Silbermanna. Państwo niemieckie uznało wcześniejsze postanowienia z 1801 roku dotyczące Kościoła Katolickiego, jak również te dotyczące Kościoła Ewangelickiego. Młody Albert Schweitzer kończy studia w Paryżu i w Berlinie. Bardzo uzdolniony jako organista, przygotowuje jednocześnie doktorat z filozofii na temat Kanta i z teologii. Wykłada na wydziale teologii, jest wikarym w kościele św.Tomasza i dyrektorem seminarium protestanckiego, które przylega do kościoła, zostaje też laureatem nagrody Nobla. Dzięki niemu też powstały organy chóralne w 1906 roku.
Kościół św. Tomasza na końcu XIX wieku odgrywa decydującą rolę w odnowie liturgii. To tutaj, Friedrich Spitta począwszy od 1888 roku eksperymentuje z nowymi formami religijnymi i zakłada Akademischer Kirchenchor (akademicki chór kościelny). od 1893 roku Julius Smend rozpoczyna tu wygłaszać kazania, a w latach 1894–1899 tworzy śpiewnik kościelny dla Alzacji-Lotaryngii Gesangbuch für Elsaß-Lothringen.
W 1987 roku był obiektem prac renowacyjnych i jest różnorodnie wykorzystywany. Parafia liczy ok. 900-1.000 wiernych – podczas gdy na początku XX wieku liczyła 3.000 – i nie są już potrzebne wszystkie ławki. Zdecydowano więc uwolnić boczną nawę południową, aby stała się miejscem wystaw. Instalacja nowych ław pozwala urządzać koncerty, podczas gdy podkreślenie walorów budowli i architektury gotyckiej realizowane jest poprzez nowe oświetlenie.
7 maja 2006 roku w kościele św. Tomasza było celebrowane założenie Union Protestantischer Kirchen von Elsass und Lothringen (Unia Protestanckich Kościołów Alzacji i Lotaryngii).
Kapituła św. Tomasza spełnia nadal rolę opiekuna Foyer Jeana Sturma, chociaż seminarium protestanckie mieści się w sąsiednim barokowym budynku.
W każdą niedzielę odbywają się dwa nabożeństwa, jedno w języku niemieckim, a drugie w języku francuskim.

## Architektura
Kościół św. Tomasza jest kościołem halowym pięcionawowym, najstarszym dziełem budowlanym tego gatunku w ówczesnych południowo-zachodnich rejonach Niemiec. Wewnętrzna jego długość wynosi ok. 65 metrów, wysokość 22 metry (około 30 metrów pod kopułą nad skrzyżowaniem naw), szerokość ok. 30 metrów. Po lewej stronie zewnętrznej strony nawy są przymocowane empory. Po lewej i prawej stronie apsydy prezbiterium znajdują się oddzielne późnogotyckie kaplice.
Od roku 1862 kościół jest monument historique (zabytek historyczny).

## Wyposażenie

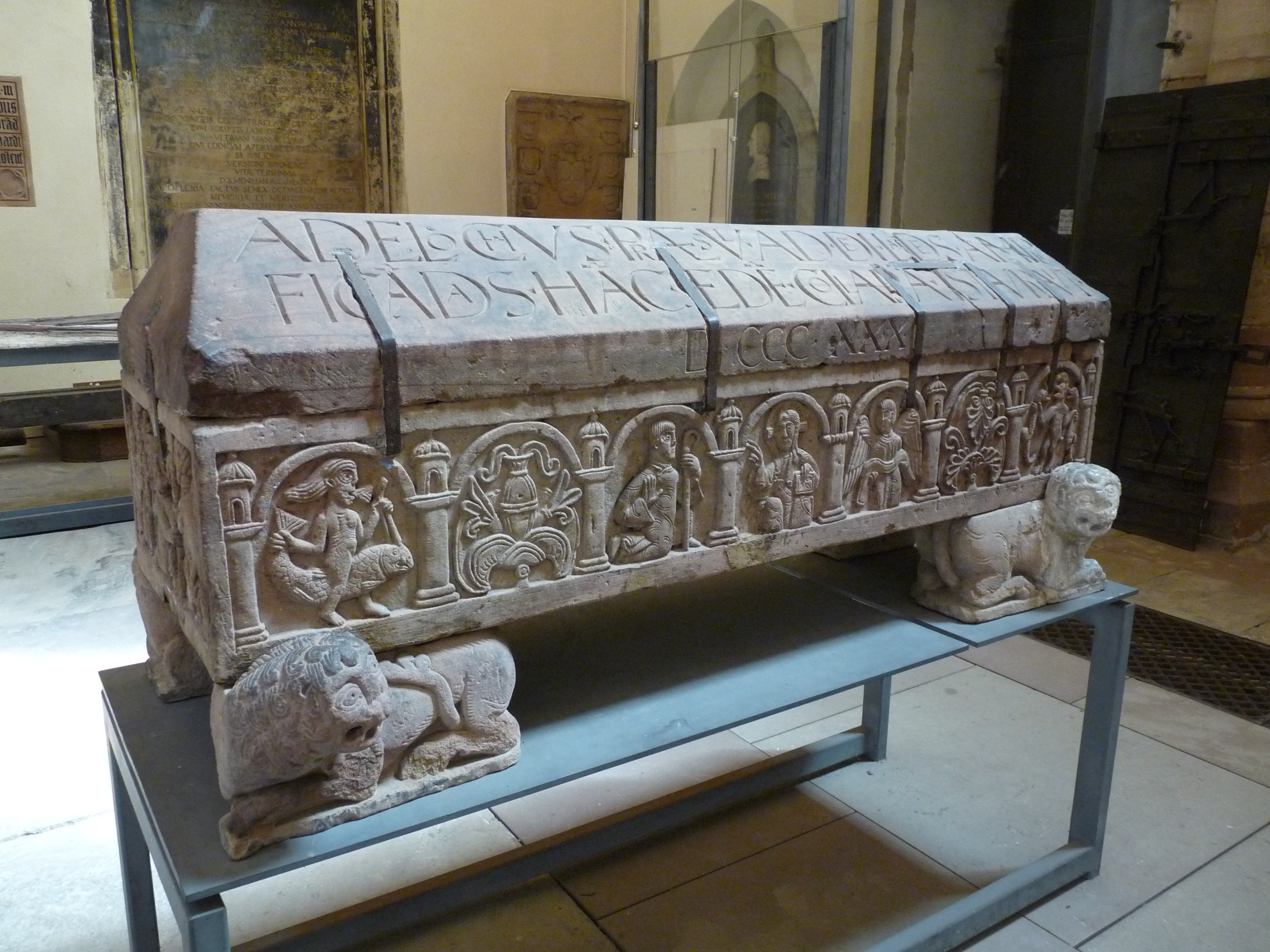
Sarkofag biskupa Adeloch

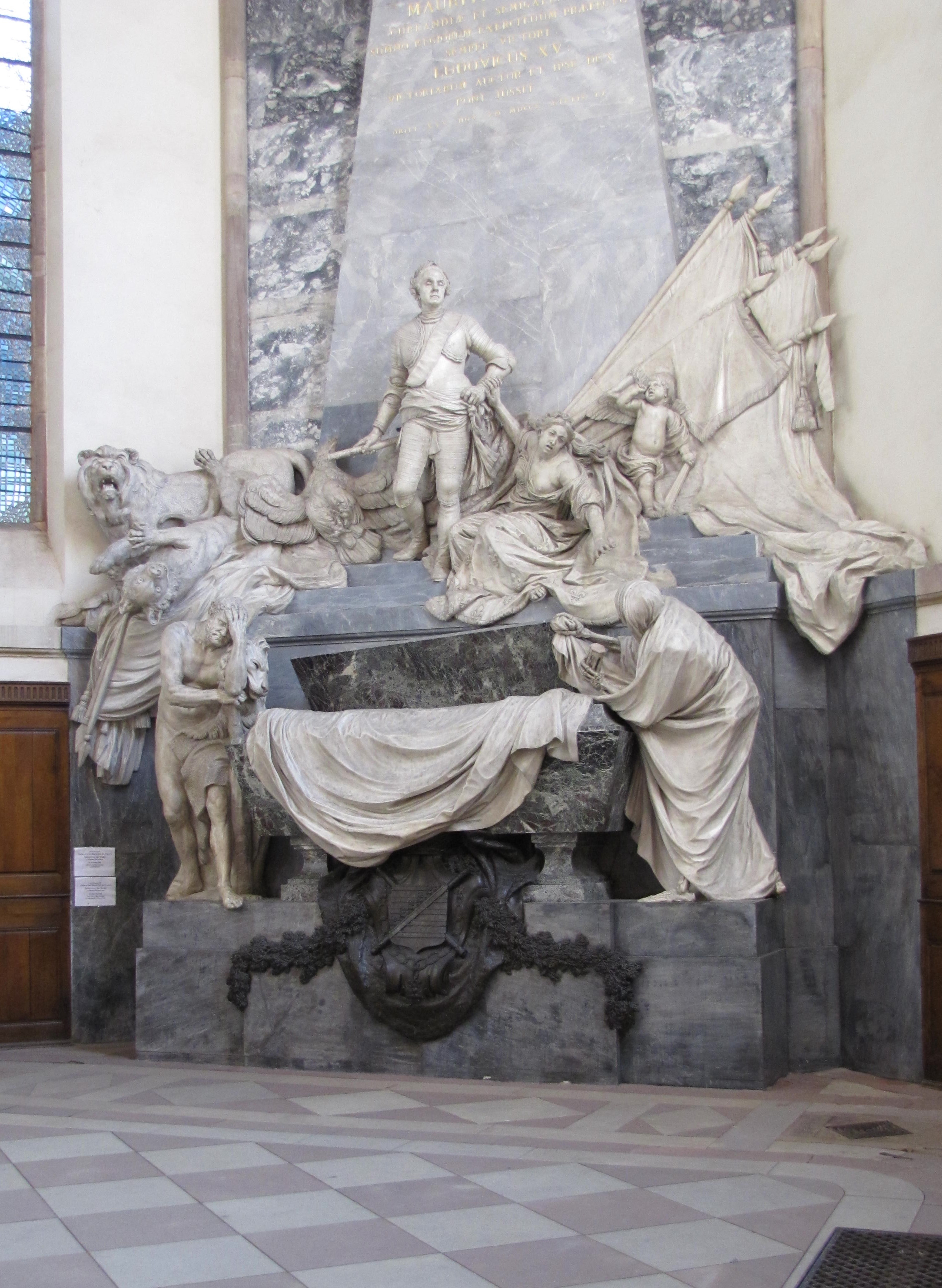
Mauzoleum Hermana Maurycego Saskiego

### Nagrobki
W kościele znajduje się parę sarkofagów z okresu od 1130 do 1850 roku. M.in. dwa dzieła Landolina Ohmachta.
Dwa najsłynniejsze z nich to:
- bogato zdobiony sarkofag biskupa Adolcha z 1130 roku, znajdujący się w południowo-wschodniej części kościoła. Został wyrzeźbiony w różowym piaskowcu i od 4 lutego 1991 roku jest monument historique.

- olbrzymie barokowe mauzoleum marszałka Hermana Maurycego Saskiego z 1776 roku, dzieło paryskiego rzeźbiarza Jean-Baptiste Pigalle. Gdy marszałek zmarł w 1750 roku na zamku w Chambord, wysocy dygnitarze Kościoła Katolickiego wzywali króla Ludwika XV, żeby marszałek nie został pochowany w bazylice Saint-Denis, ponieważ był zwyrodniałym Niemcem wyznania luterańskiego. Godny pogrzeb zorganizowano mu w kościele francuskich protestantów, kościele św. Tomasza w Strasburgu. Jean-Baptiste Pigalle 20 lat pracował nad mauzoleum. Oficjalna inauguracja i przeniesienie zwłok marszałka stanowi pierwsze publiczne uznanie protestantyzmu od wydania odwołania edyktu nantejskiego. Monument jest znany jako inscenizacja teatralna. Dynamizm zespołu jest oddany przez pozycje osób o twarzach patetycznych i przez grę sukien. Tylko figura marszałka Saskiego równoważy kompozycję. Stojąc, w środku sceny, wydaje się unikać całego tego bolesnego poruszenia, którego jest powodem.

Spośród innych zabytków zwraca uwagę renesansowa płyta nagrobna Nikolausa Roedera von Tiersberg z 1510 roku, która w realistyczny sposób przedstawia rozkładające się zwłoki.

### Freski

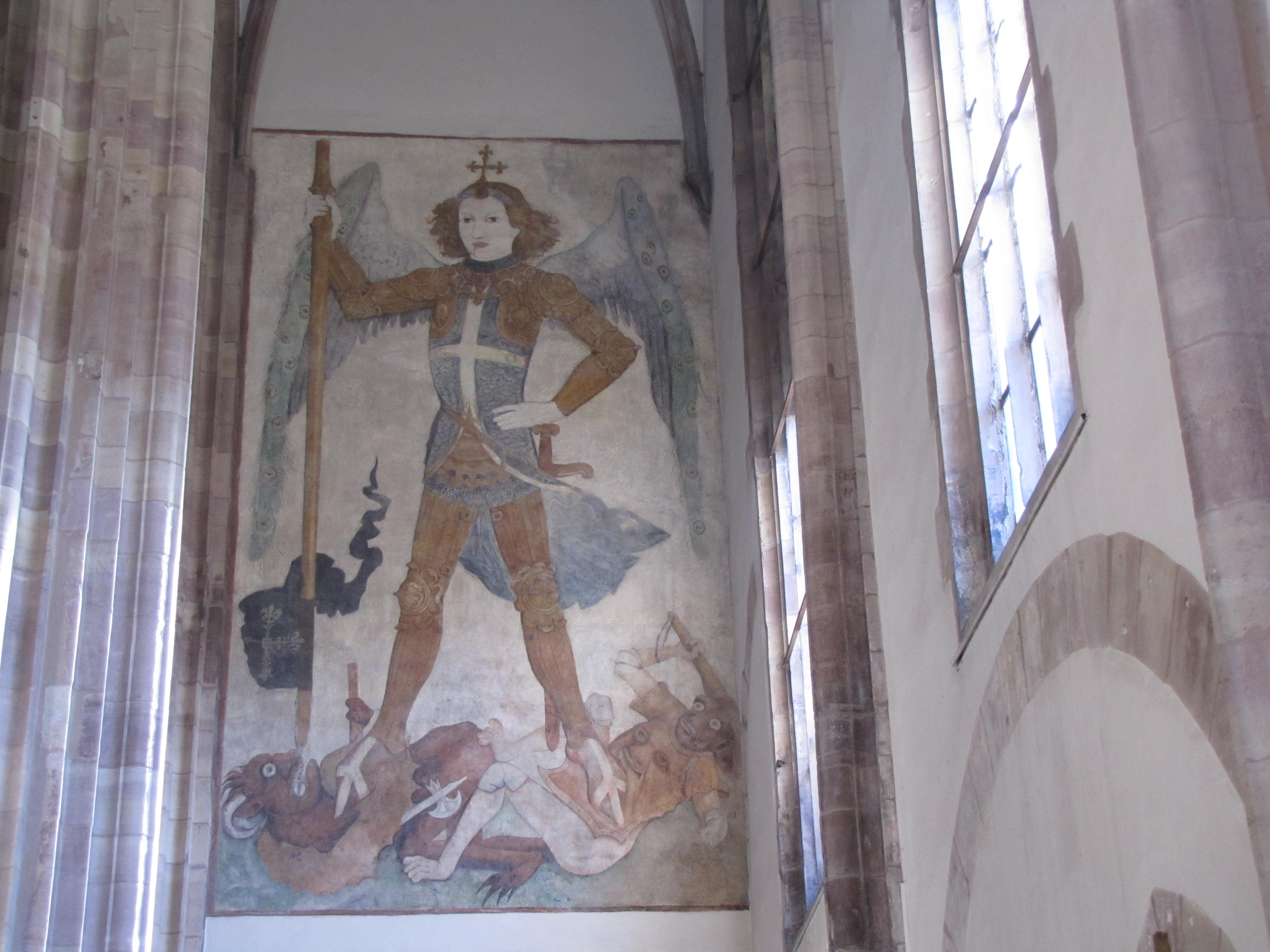
Fresk z późnego gotyku: św.Michał depczący smoka.

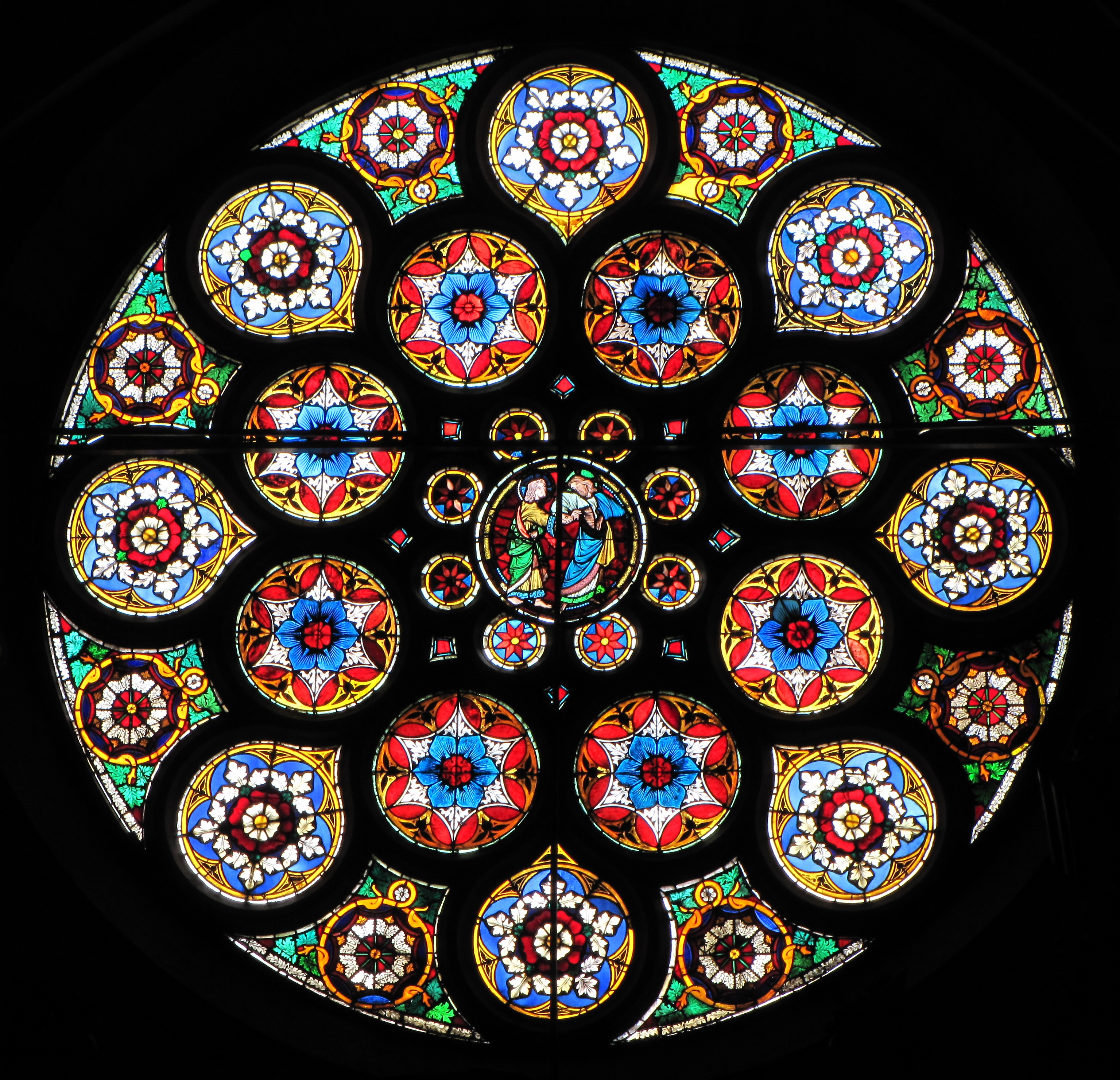
Rozeta

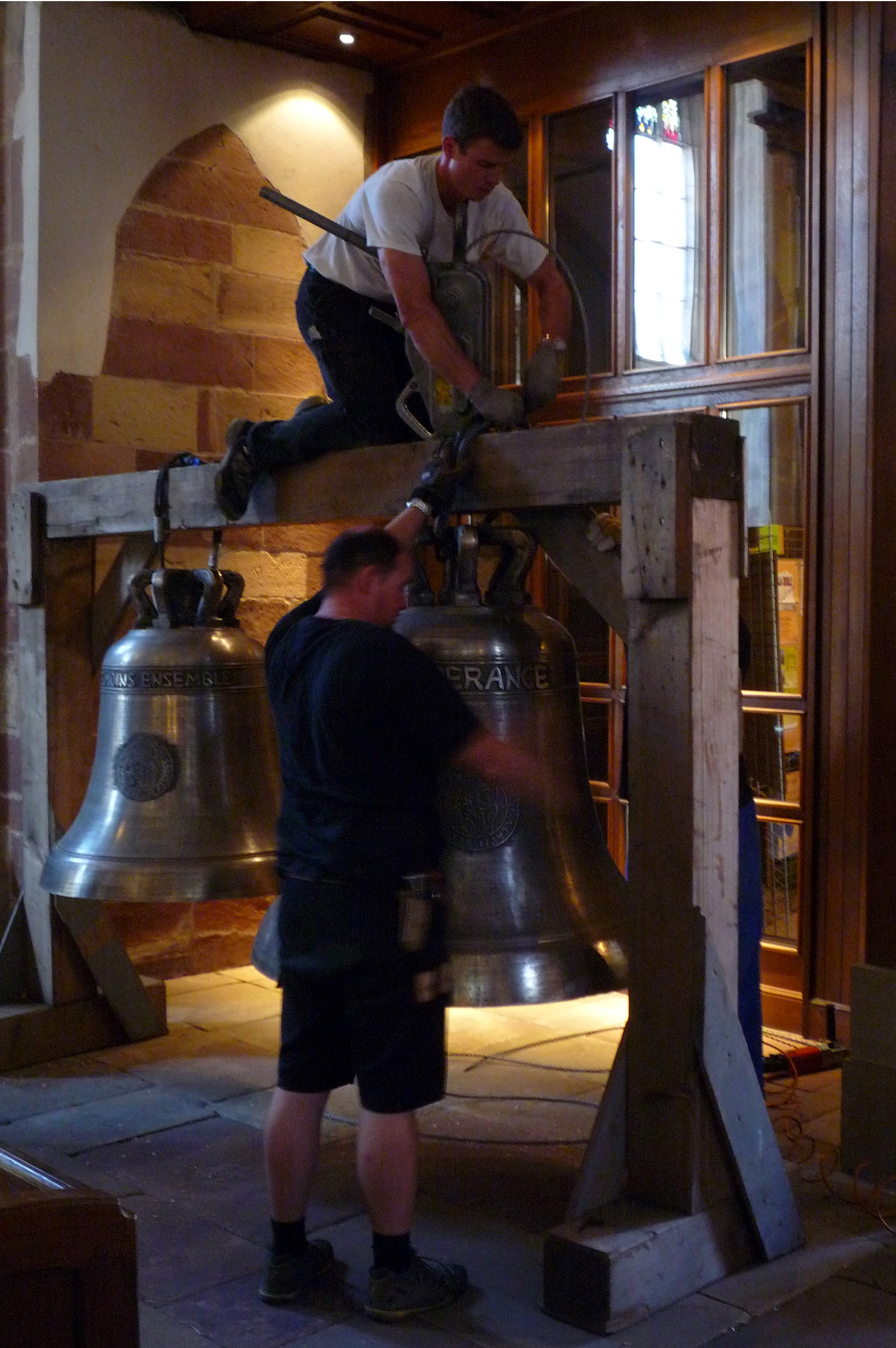
Montowanie nowych dzwonów w lipcu 2009 roku

Gotyckie przedstawienie św.Michała na fresku w prawej nawie kościoła należy po św. Krzysztofie w Wissembourgu do największych tego rodzaju we Francji.

### Witraże
Tylko rozeta na fasadzie, przedstawiająca objawienie św. Tomasza, zachowała do dzisiaj swoje witraże ze średniowiecznymi ołowianymi łączeniami. Witraż wykonano w 1822 z białego szkła, po przejściu burzy mającej siłę huraganu – oprócz części centralnej, namalowanej na szkle barwionym, które zostało zachowane. Panneau niewiary św. Tomasza było odrestaurowane do połowy, w szczególności apostoł i część dolna Chrystusa. Motywy roślinne panneau obwodu zostały odtworzone przez Pereyra w 1842 i częściowo zmodyfikowane w czasie następnych restauracji w latach 1871, 1873 i 1906. Inne nowoczesne panneau zrobione do tej rozety są przechowywane w seminarium protestanckim.
Część wyższa dużych okien, wzdłuż budynku, jest godna uwagi w związku z motywami architektonicznymi i roślinnymi. Przedstawienia świętych, które niegdyś znajdowały się poniżej, w XVI wieku padły ofiarą protestanckiego ikonoklazmu. Zamurowane okna prezbiterium zostały otwarte w 1985 roku. Eksploatując symbolizm światła, nowe witraże zostały wykonane i zainstalowane przez Gérarda Lardeur. Podkreślają walory mauzoleum marszałka Saskiego.

### Żyrandole
Trzy żyrandole umieszczone w nawie głównej, wyprodukowane z mosiądzu pochodzą z pierwszej połowy XIX wieku i zostały 25 lutego 1983 wciągnięte na listę zabytkowych obiektów.

### Dzwony
Od rewolucji francuskiej aż do 2009 roku, kościół posiadał tylko dwa dzwony.
W 2009 roku zostały odlane cztery dodatkowe dzwony przez odlewnię A. Becherta z Karlsruhe w Niemczech. Uroczysta inauguracja ich oddania odbyła się 6 września 2009 roku. Dzwony te tworzą jeden z największych zestawów dzwonów w kościołach protestanckich we Francji.
| Nr. | Nazwa dzwonu     | Rok odlania | Odlewnik                 | Średnica (mm) | Masa (kg) | Ton (PT-1/16) |
| 1   | Bourdon          | 1783        | Matthäus III. Edel       | 1.820         | 3.625     | a0 +11        |
| 2   | Amour            | 2009        | Odlewnia dzwonów Bachert | 1.478         | 2.075     | cis1 +11      |
| 3   | Foi              | 2009        | Odlewnia dzwonów Bachert | 1.293         | 1.549     | e1 +8         |
| 4   | Espérance        | 2009        | Odlewnia dzwonów Bachert | 1.155         | 1.094     | fis1 +10      |
| 5   | Notre Père       | 1810        | Odlewnia dzwonów Edel    | 919           | 435       | gis1 +2       |
| 6   | Témoins ensemble | 2009        | Odlewnia dzwonów Bachert | 981           | 728       | a1 +11        |

### Organy

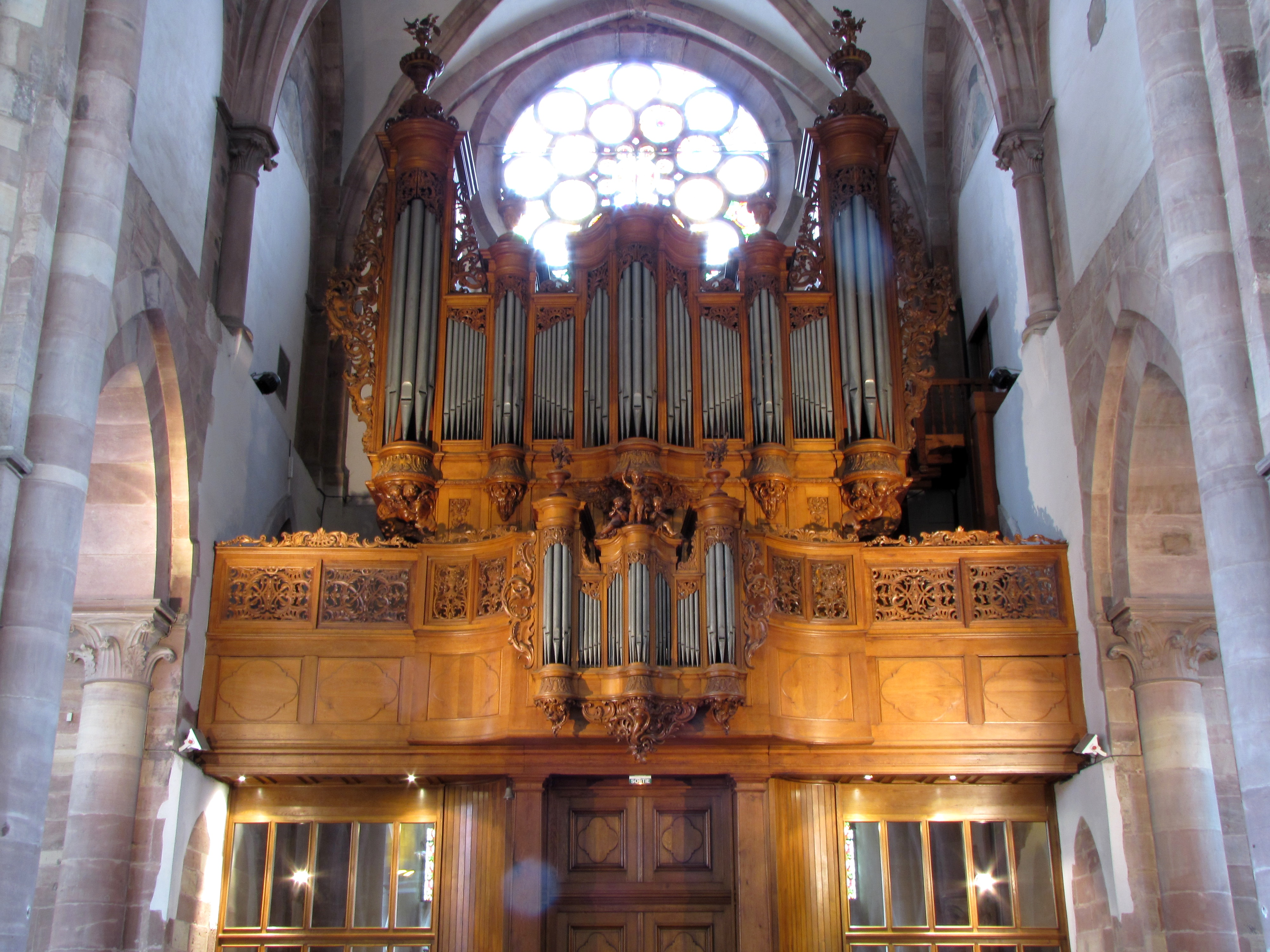
Główne organy Johann Andreas Silbermann, 1741

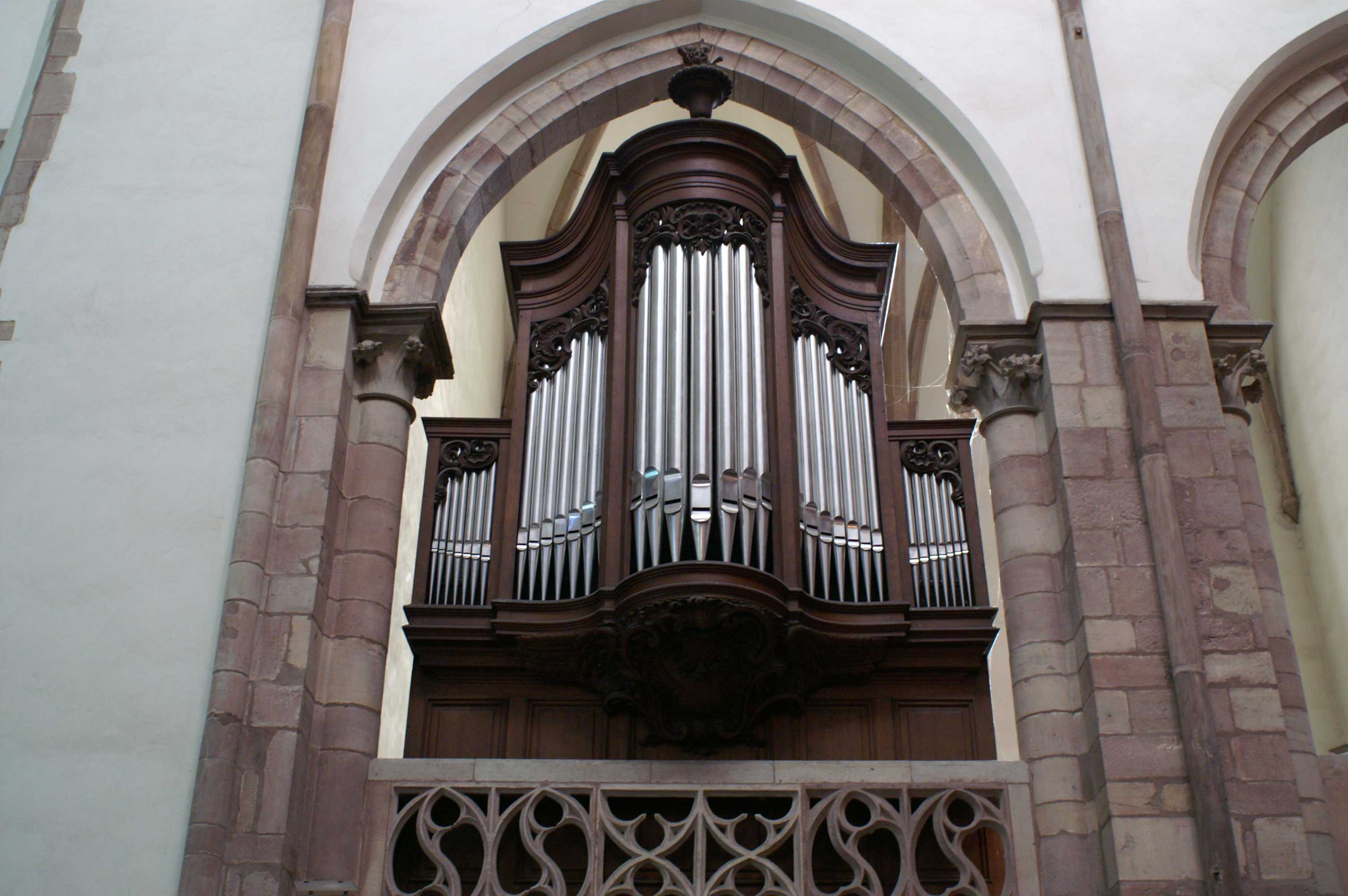
Organy chóralne Dalstein-Haerpfer według planu Albert Schweitzer, 1905

Kościół znany jest również dzięki posiadanym organom. Podstawowe organy, dzieło Johanna Andreasa Silbermanna, datowane od 1741 rok, były chwalone przez Wolfganga Amadeusa Mozarta, kiedy przejeżdżał przez Strasburg w 1778 roku, za piękne ich brzmienie. Były odrestaurowane lub przerobione przez Wetzela w 1836, Dalsteina & Haerpfera w 1908, Schwenkedela w 1927 i 1943 potem Muhleisena w 1955.
L’Association des Amis de l’Orgue Silbermann de Saint-Thomas utworzono w 1964 roku, w celu restauracji instrumentu. Członek honorowy, Albert Schweitzer zmarł w 1965 roku w Lambaréné. Część instrumentalna została monument historique od 24 września 1973 roku. Po długich negocjacjach, projekt został zaakceptowany i prace zostały zrealizowane przez fabrykę organ Alfred Kern w 1979 roku. Nowy układ instrumentu nie pozwolił zachować oryginalnej konsoli i została ona zainstalowana w nawie bocznej północno-zachodniej.
Mają one dzisiaj 38 głosów i 3 manuały i pedał.
| I Positif de Dos C–c³ |                |       |
| 1.                    | Bourdon        | 8'    |
| 2.                    | Prestant       | 4'    |
| 3.                    | Flûte          | 4'    |
| 4.                    | Nasard         | 2/3'  |
| 5.                    | Doublette      | 2'    |
| 6.                    | Tierce         | 13/5' |
| 7.                    | Fourniture III | 1'    |
| 8.                    | Cromorne       | 8'    |

| II Grand Orgue C–c³ |               |       |
| 9.                  | Bourdon       | 16'   |
| 10.                 | Montre        | 8'    |
| 11.                 | Bourdon       | 8'    |
| 12.                 | Prestant      | 4'    |
| 13.                 | Nasard        | 2/3'  |
| 14.                 | Doublette     | 2'    |
| 15.                 | Tierce        | 13/5' |
| 16.                 | Cornet V      |       |
| 17.                 | Fourniture IV | 1'    |
| 18.                 | Cymbale III   | 1'    |
| 19.                 | Trompette     | 8'    |
| 20.                 | Clairon       | 4'    |
| 21.                 | Voix humaine  | 8'    |

| III Echo C–c³ |             |      |
| 22.           | Bourdon     | 8'   |
| 23.           | Salicional  | 8'   |
| 24.           | Prestant    | 4'   |
| 25.           | Flûte       | 4'   |
| 26.           | Doublette   | 2'   |
| 27.           | Larigot     | 1/3' |
| 28.           | Flageolet   | 1'   |
| 29.           | Cornet IV   |      |
| 30.           | Cymbale III | 2/3' |
| 31.           | Trompette   | 8'   |
|               | Tremblant   |      |

| Pédale C–d1 |             |       |
| 32.         | Soubasse    | 16'   |
| 33.         | Octavebasse | 8'    |
| 34.         | Quinte      | 51/3' |
| 35.         | Prestant    | 4'    |
| 36.         | Bombarde    | 16'   |
| 37.         | Trompette   | 8'    |
| 38.         | Clairon     | 4'    |

- Koppeln: I/II, III/II, II/P, III/P

### Organy chóralne – skonstruowane według planu Alberta Schweitzera w 1905
Organy chóralne zostały zbudowane w 1906 roku w fabryce Fritza Haerpfera według projektu Alberta Schweitzera. Ten drugi instrument pozwala na lepszy akompaniament słynnemu chórowi parafialnemu. Schweitzer długo zmagał się z planem renowacji organów Silbermanna, których pewne registry były w bardzo złym stanie i już nie działały. Parafia chciała je przekształcić w organy do muzyki symfonicznej i muzyki romantycznej. Projekt kilka razy był opóźniany, aby ostatecznie zostać zrealizowanym w 1927 roku, kiedy Albert Schweitzer przebywał w Gabonie.
| I Grand Orgue C–g³ |                          |     |
| 1.                 | Bourdon                  | 16' |
| 2.                 | Montre                   | 8'  |
| 3.                 | Bourdon                  | 8'  |
| 4.                 | Viole de Gambe           | 8'  |
| 5.                 | Octave                   | 4'  |
| 6.                 | Mixture-Cornet III-V rgs |     |

| II Récit C–g³ |                 |    |
| 7.            | Geigenprincipal | 8' |
| 8.            | Floete amabile  | 8' |
| 9.            | Salicional      | 8' |
| 10.           | Voix céleste    | 8' |
| 11.           | Trompette       | 8' |

| Pédale C–f1 |          |     |
| 12.         | Soubasse | 16' |

- Koppeln: II/I, I/P, II/P